# Barbourula kalimantanensis
Barbourula kalimantanensis – gatunek płaza bezogonowego z rodziny kumakowatych występującego w Kalimantanie – indonezyjskiej części Borneo. Jest to gatunek niemający płuc i oddychający wyłącznie przez skórę.

## Ekologia
Pojedynczy osobnik po raz pierwszy został opisany przez Djoko Iskandara w 1978, który nie przeprowadził jednak sekcji i nie odkrył braku płuc. Kolejny okaz złapano dopiero 18 lat później. Ponowna wyprawa w 2007 odkryła, że typowe siedliska gatunku są zniszczone przez rozwijające się w regionie górnictwo, ale zdołała odkryć dwie nowe populacje tych płazów na nowych terenach, położonych w górę rzeki od miejsca poprzednich obserwacji.
Gatunek ten jest bardzo nieliczny, albo występuje na bardzo ograniczonym terenie. Do 2007 zdołano schwytać i zbadać tylko dwa okazy, na których nie dokonano sekcji. Dopiero kolejna wyprawa zaowocowała następnymi okazami, które dokładnie zbadano. 
Badania wykazały, że jest to jedyny znany płaz bezogonowy bez płuc, których rolę przejęła skóra. Ciało płaza jest silnie spłaszczone, co dodatkowo zwiększa powierzchnię wymiany gazowej. Płuca zostały utracone w procesie ewolucji najprawdopodobniej w wyniku skrajnej adaptacji do środowiska życia. Wartkie, dobrze napowietrzone wody były wystarczającym źródłem tlenu, który mógł być absorbowany bezpośrednio przez skórę. Dodatkowo obniżone tempo metabolizmu tego płaza żyjącego w chłodnych wodach, zmniejsza zapotrzebowanie na tlen. Zanik płuc spowodował także spadek wyporności płaza i lepsze przystosowanie do nurkowania i pływania. Miejsce płuc w jamie ciała zajęły inne narządy wewnętrzne, które przesunęły się na ich pozycję. 
Drugi gatunek tego rodzaju: Barbourula busuangensis, posiada normalnie wykształcone płuca.

## Morfologia
Płaz ten mierzy średnio 38 mm długości i waży średnio 6,5 grama. Jego naturalnym siedliskiem są zimne (14–17 °C), wartkie (2–5 m/s) rzeki lasów deszczowych klimatu subtropikalnego lub tropikalnego. Według raportu badaczy z 2004 roku, siedliska gatunku zajmują mniej niż 500 km² w sumie w pięciu stanowiskach lasów Kalimantanu. Siedliska te zmniejszają się z powodu zatruwania ich toksycznymi metalami (rtęcią używaną przy wydobyciu złota) przez rozwijające się w regionie górnictwo i postępujące zamulanie wód spowodowane wycinaniem lasów.